# Маунт Плезант (Мичиген)
Маунт Плезант (Мичиген) (енгл. Mount Pleasant) град је у америчкој савезној држави Мичиген. По попису становништва из 2010. у њему је живело 26.016 становника.

## Демографија
Према попису становништва из 2010. у граду је живело 26.016 становника, што је 70 (0,3%) становника више него 2000. године.
| Група             | 2000.          | 2010.          |
| Белци             | 22.822 (88,0%) | 22.258 (85,6%) |
| Афроамериканци    | 951 (3,7%)     | 1.020 (3,9%)   |
| Азијати           | 739 (2,8%)     | 785 (3,0%)     |
| Хиспаноамериканци | 646 (2,5%)     | 857 (3,3%)     |
| Укупно            | 25.946         | 26.016         |